# Ediger-Eller

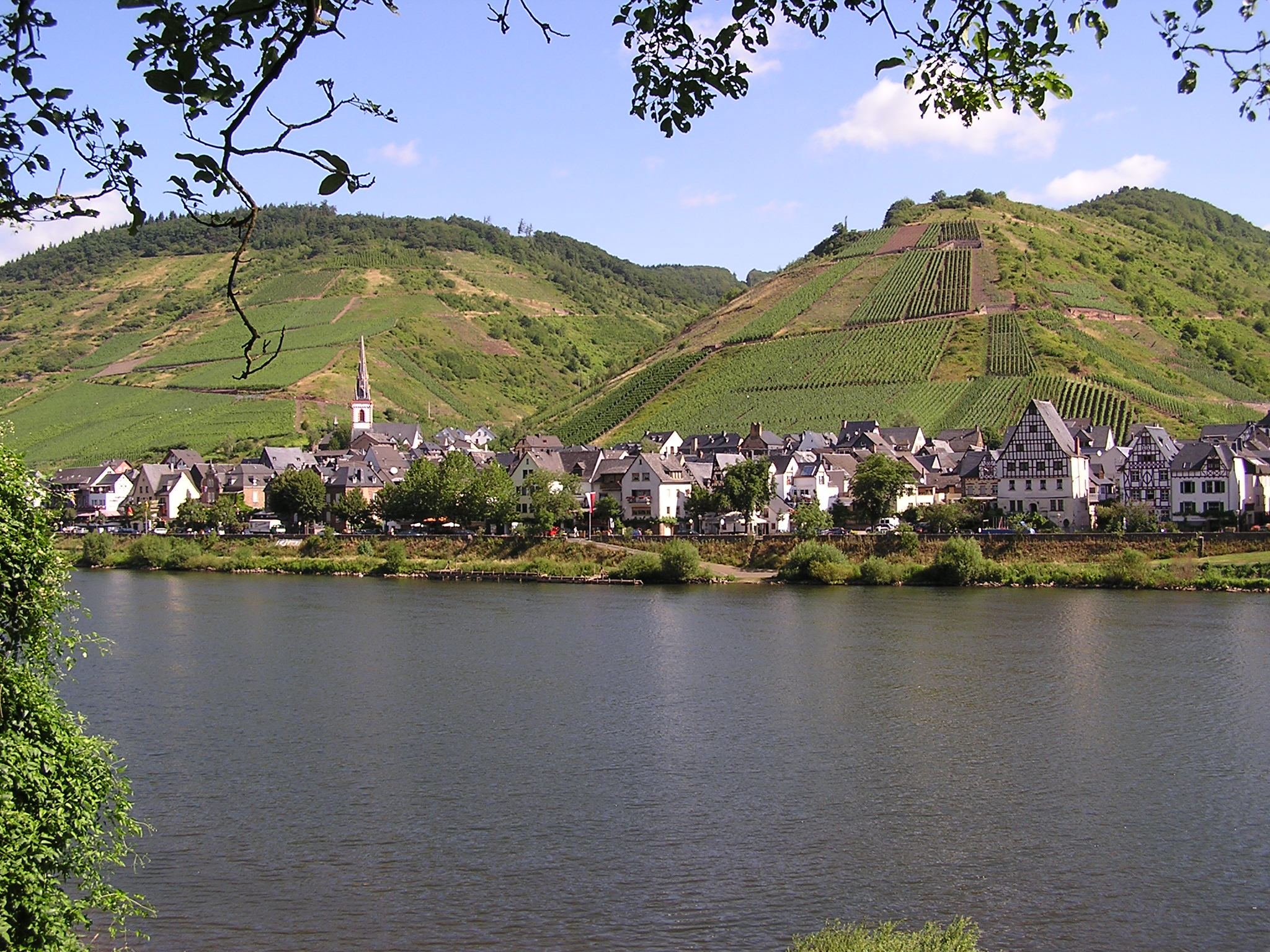
Ortsteil Ediger

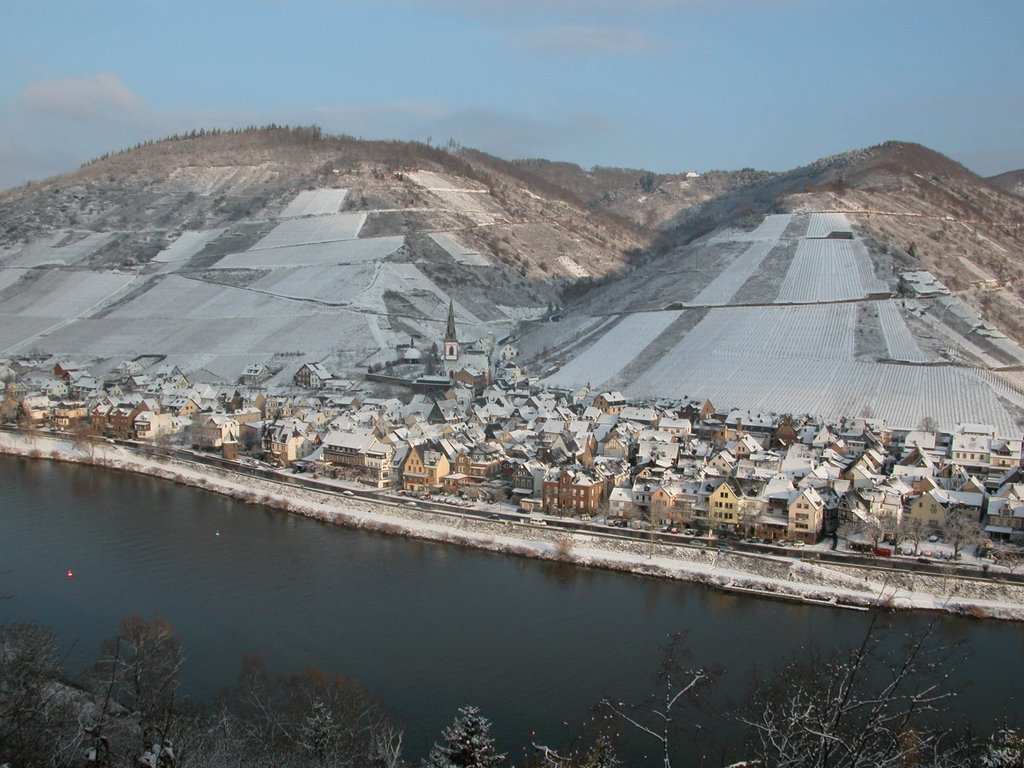
Winter in Ediger

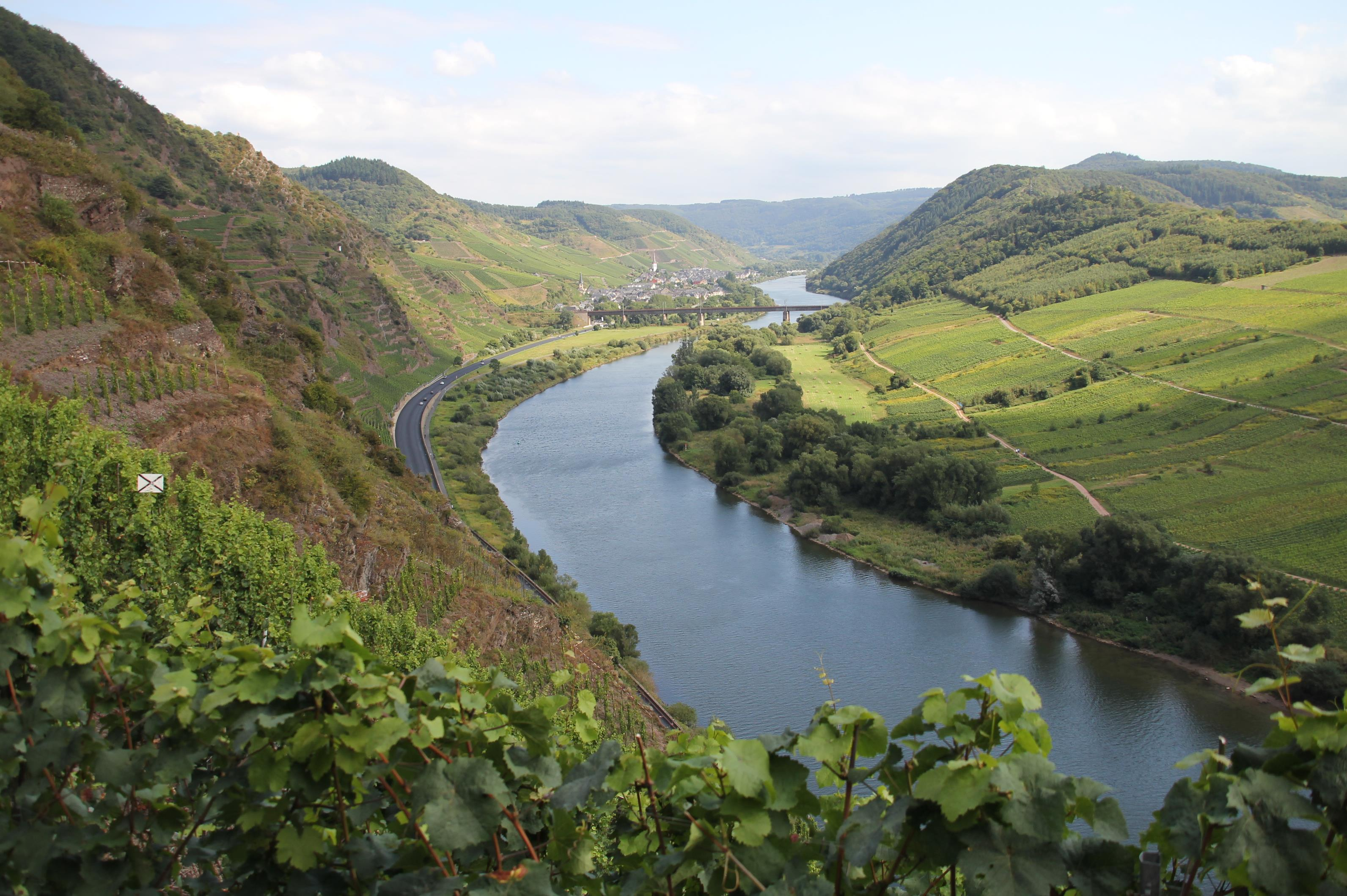
Moseltal

Ediger-Eller ist eine rheinland-pfälzische Ortsgemeinde im Landkreis Cochem-Zell. Sie gehört der Verbandsgemeinde Cochem an. Ediger-Eller ist gemäß Landesplanung als Grundzentrum ausgewiesen.

## Geographie
Ediger-Eller liegt an der Untermosel. Der Ortsteil Eller befindet sich am Fuße von Europas steilstem Weinberg Calmont an der Mündung des gleichnamigen Ellerbaches, der den Calmont gemeinsam mit der Mosel fast völlig umschließt.

## Geschichte
Die Geschichte der beiden Orte reicht gemäß einer urkundlichen Erwähnung mindestens ins Jahr 636 zurück. Gefundene Tonscherben aus einer römischen Manufaktur bei Trier lassen eine Existenz bereits im 2. bis 3. Jahrhundert n. Chr. vermuten.
Noch ältere Besiedelungsspuren – Überreste des Steinwalls einer Fliehburg aus keltischer Zeit – finden sich auf dem auf der gegenüberliegenden Seite der Mosel befindlichen Berg Hochkessel. Auf der dem Hunsrück zugewandten Seite der Mosel befindet sich ein römisch-gallisches Gräberfeld in der Nähe der Neefer Peters-Kapelle.
Die spärlichen Überreste eines Garnisonsaußenpostens einer römischen Legion findet man auf dem Höhenzug des Calmont.
Der Ortsteil Eller war schon im 5. Jahrhundert zur Zeit der Merowinger Sitz eines Klosters, das dem Heiligen Fridolin geweiht war. Am spätromanischen Turm steht ein barockes Schiff mit guter Ausstattung, u. a. einer Stumm-Orgel. In der gegenüberliegenden St.-Arnulfs-Kapelle hängt das Wandbild Verspottung Christi aus dem 15. Jahrhundert, entstanden nach einer Zeichnung Martin Schongauers. Die Hofhäuser von Pyrmont und Kurtrier aus dem 16. Jahrhundert, bis zu Beginn des 21. Jahrhunderts im Besitz der Familie Trimborn-von Landenberg, unterstreichen die ehemalige Bedeutung von Eller.
Hinter der Eisenbahnbrücke steigt mit 65° Hangneigung der Calmont in reiner Südlage als steilster Weinberg der Welt bis auf 378 m. Eine Wanderung über den Klettersteig auf den Bergkamm gehört für viele zu den eindrucksvollsten Erlebnissen an der Mosel. Gegenüber auf der ehemaligen Insula Sankt Nicolai, steht die Ruine einer Klosterkirche des Augustinerinnenstifts Stuben, das 1137 gegründet wurde und zum Kloster Springiersbach gehörte. Es beherbergte von 1208 bis 1788 die berühmte Staurothek, ein kunsthistorisch wertvolles Behältnis mit angeblichen Holzpartikeln vom Kreuz Jesu, die heute zum Domschatz Limburg gehört.
Im Jahr 1794 erfolgte die Besetzung durch französische Revolutionstruppen, beide Orte bildeten eine Gemeinde. 1815 wurden die beiden Orte auf dem Wiener Kongress dem Königreich Preußen zugeordnet und wurden wieder selbständig. Seit 1877 endet in der Nähe von Eller der Kaiser-Wilhelm-Tunnel (seit seiner Fertigstellung bis 1987 mit einer Länge von 4.205 m der längste Eisenbahntunnel Deutschlands), der in Cochem beginnt und nach Kaiser Wilhelm I. benannt ist. Dieser Tunnel ist ein Teilstück der Moselbahn. Unweit des Tunnelportals, noch vor der Moselbrücke, befindet sich der Bahnhof Ediger-Eller.
Seit 1946 sind die beiden eigenständigen Gemeinden Eller (Mosel) und Ediger Teil des damals neuen Landes Rheinland-Pfalz. Am 7. Juni 1969 wurde im Rahmen der rheinland-pfälzischen Gebietsreform aus diesen die Gemeinde Ediger-Eller neu gebildet.
Ende der 1960er Jahre plante RWE das große Pumpspeicherwerk Bremm. Dessen drei Kilometer langer Untersee wäre im Ellerbachtal nahe dem Südportal zum Kaiser-Wilhelm-Tunnel entstanden, das in dessen Unterlauf über einen Kilometer von der Moselmündung entfernt liegt. Unterhalb des Calmont sollte das Flusswasser zum Betrieb des Kraftwerkes entnommen werden und ebenso die Ableitung des Kraftwerkswassers erfolgen, für das am Eller Moselufer ein 400 Meter langes Leitbauwerk vorgesehen war.
Bevölkerungsentwicklung
Die Entwicklung der Einwohnerzahl von Ediger-Eller bezogen auf das heutige Gemeindegebiet, die Werte von 1871 bis 1987 beruhen auf Volkszählungen:
| Jahr | Einwohner |
| 1815 | 1.042     |
| 1835 | 1.524     |
| 1871 | 1.489     |
| 1905 | 1.772     |
| 1939 | 1.807     |
| 1950 | 1.892     |

| Jahr | Einwohner |
| 1961 | 1.709     |
| 1970 | 1.662     |
| 1987 | 1.261     |
| 1997 | 1.174     |
| 2005 | 1.084     |
| 2023 | 909       |

## Politik

### Gemeinderat
Der Gemeinderat in Ediger-Eller besteht aus 12 Ratsmitgliedern, die bei der Kommunalwahl am 9. Juni 2024 in einer Mehrheitswahl gewählt wurden, und dem ehrenamtlichen Ortsbürgermeister als Vorsitzendem.
Die Sitzverteilung im Gemeinderat:
| Wahl | CDU               | FWG               | Gesamt   |
| ---- | ----------------- | ----------------- | -------- |
| 2024 | per Mehrheitswahl | per Mehrheitswahl | 12 Sitze |
| 2019 | per Mehrheitswahl | per Mehrheitswahl | 16 Sitze |
| 2014 | 6                 | 10                | 16 Sitze |
| 2009 | 9                 | 7                 | 16 Sitze |
| 2004 | 5                 | 11                | 16 Sitze |

- FWG = Freie Wählergruppe Ediger-Eller e. V.

### Bürgermeister
Bernhard Himmen (Einzelbewerber / CDU) wurde am 1. Juli 2019 Ortsbürgermeister von Ediger-Eller. Bei der Direktwahl am 26. Mai 2019 war er mit einem Stimmenanteil von 60,76 % gewählt worden. Bei der Direktwahl am 9. Juni 2024 wurde er als einziger Bewerber mit 81,6 für weitere fünf Jahre wiedergewählt.
Himmens Vorgängerin Heidi Hennen-Servaty hatte das Amt zehn Jahre ausgeübt.

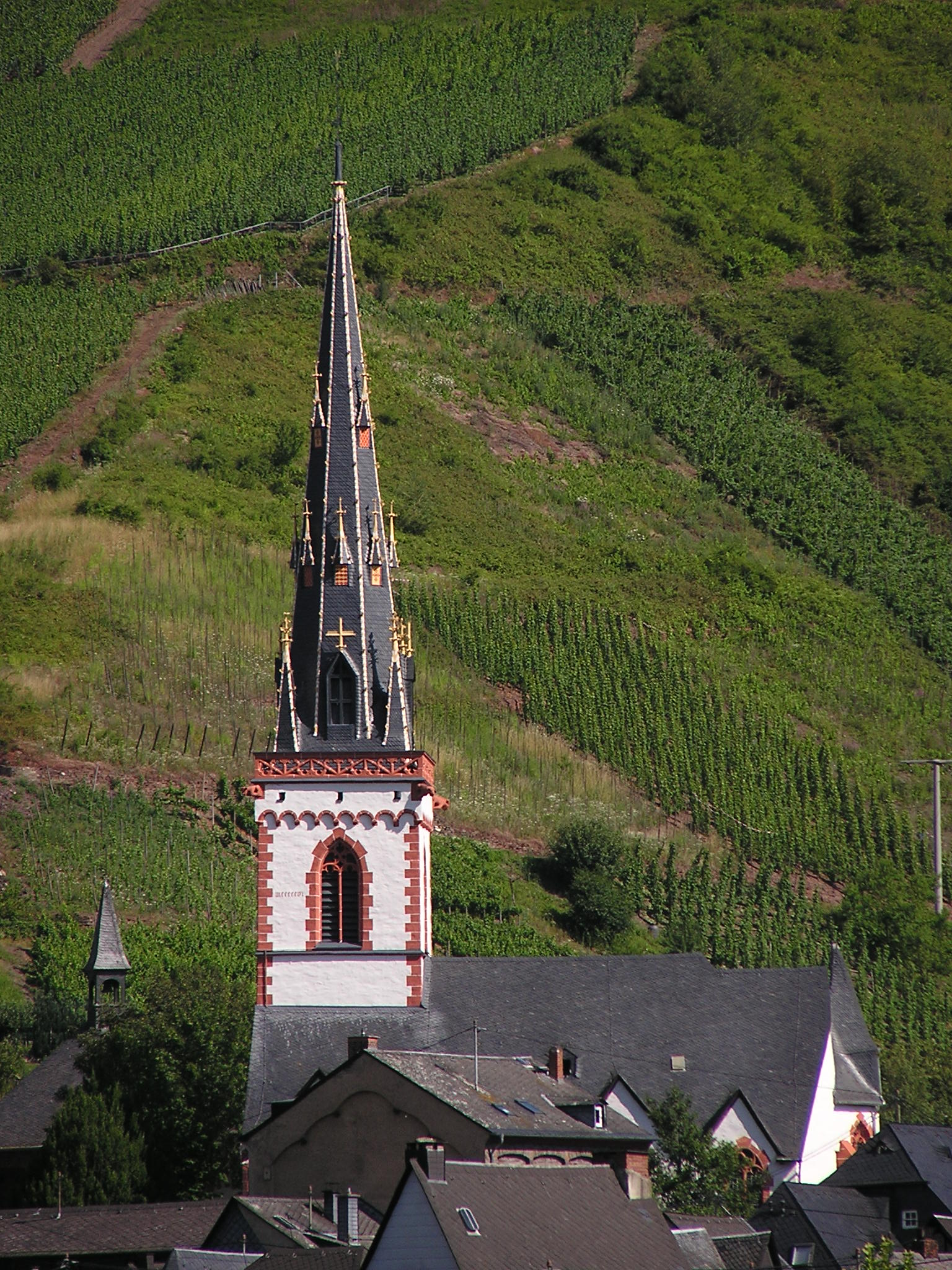
Kirche St. Martin in Ediger

## Bauwerke
- im Ortsteil Ediger
  - Katholische Pfarrkirche St. Martin: zweischiffige, spätgotische Kirche mit romanischem Taufstein und Altar aus dem Barock.
  - Stadtmauer
  - Kreuzkapelle (oberhalb der Weinberge) mit Relief „Christus in der Kelter“
  - Wohnturm Hofgut Lehmen südöstlich der Ortslage nahe der Nachbargemeinde Nehren am Moselufer gelegen
  - ehemalige Synagoge (Ediger)
- im Ortsteil Eller
  - Kirche St. Hilarius mit spätromanischem Turm
  - St.-Arnulfs-Kapelle mit Wandbild „Verspottung Christi“
  - Rochuskapelle gegenüber der Kirche

Die sagenumwobene Dohrer Mühle ist heute Ruine.

### Fachwerkhäuser in Ediger

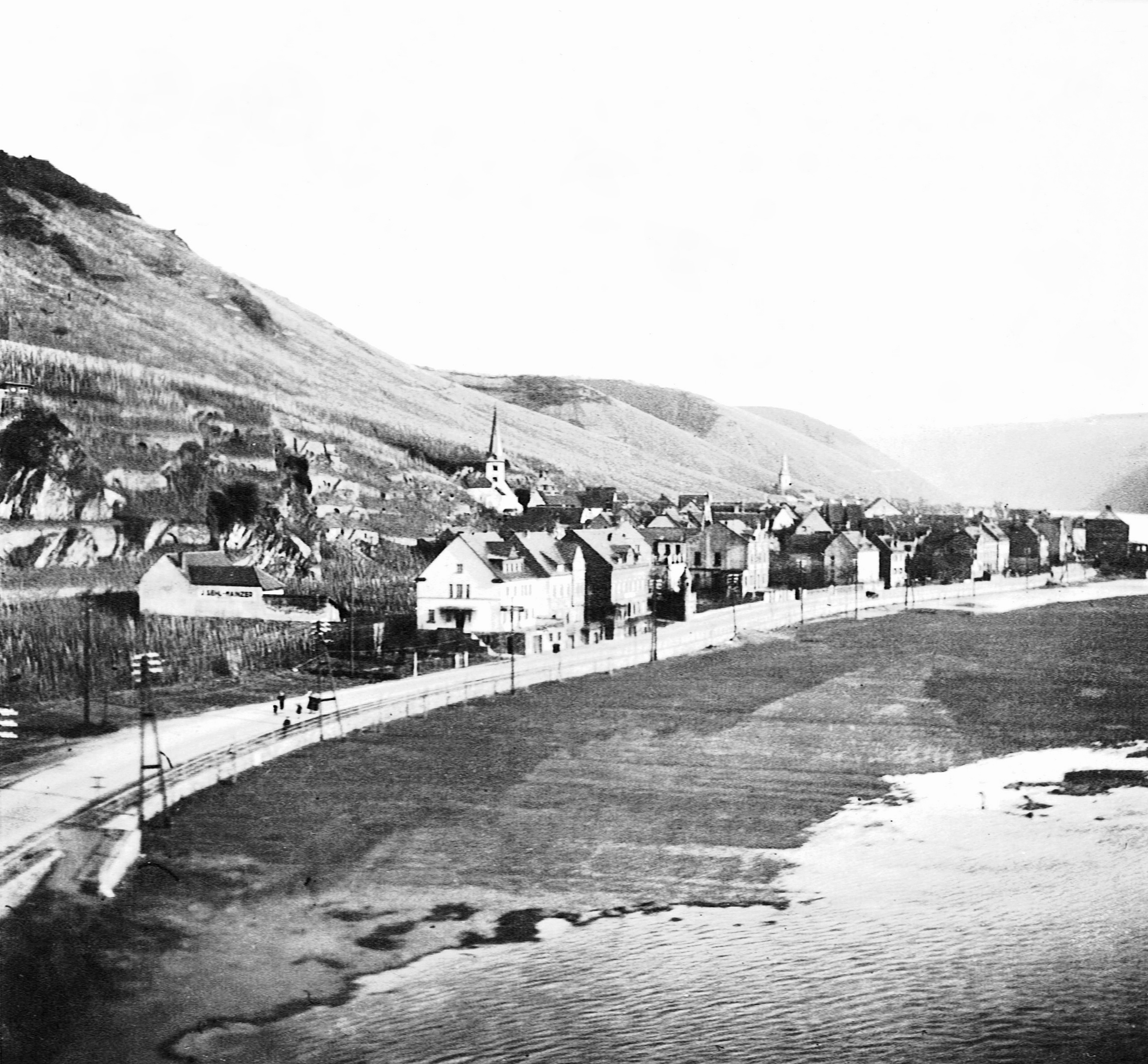
Eller 1941
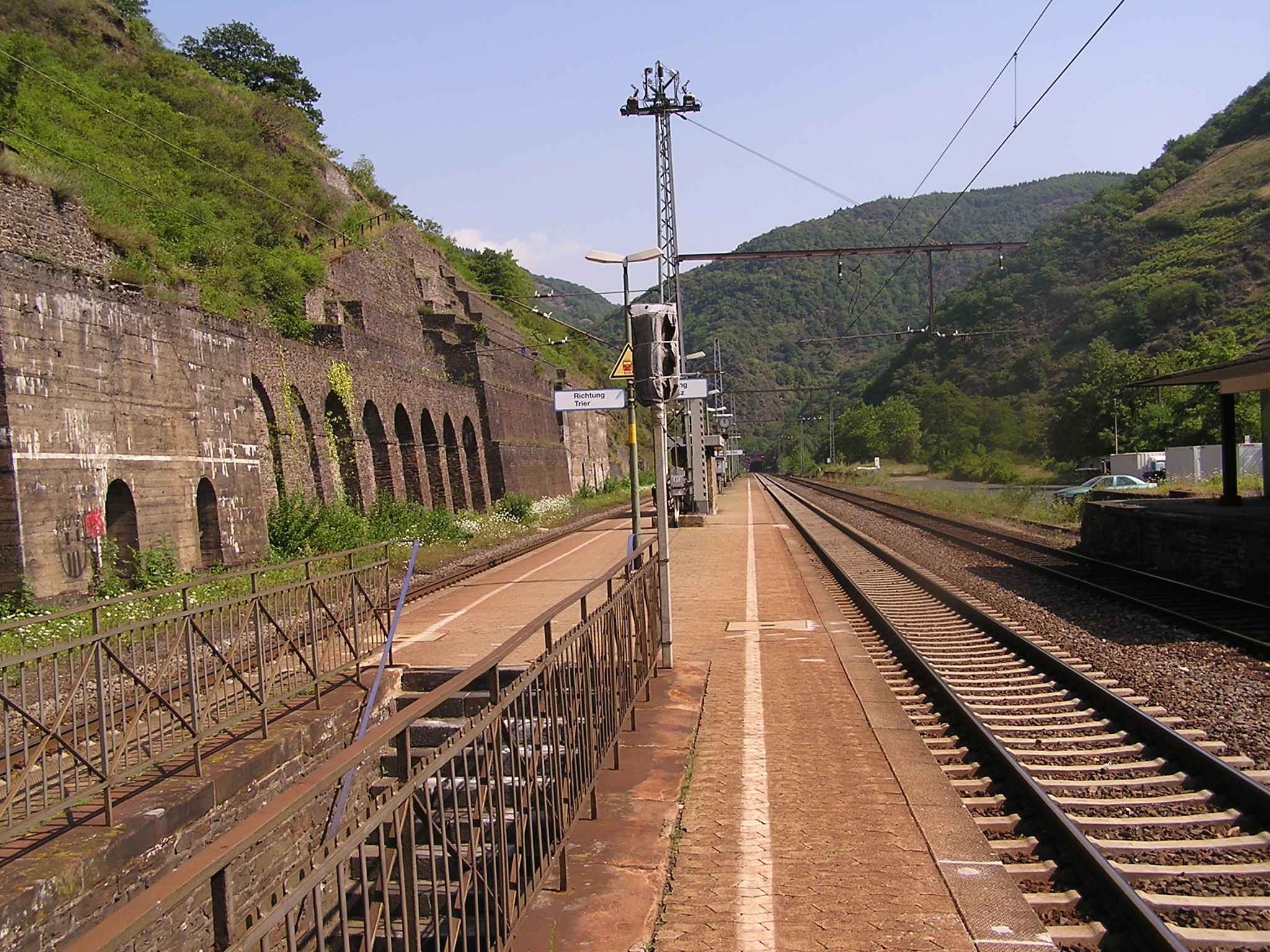
Bahnhof Ediger-Eller, Tunnelportal im Hintergrund
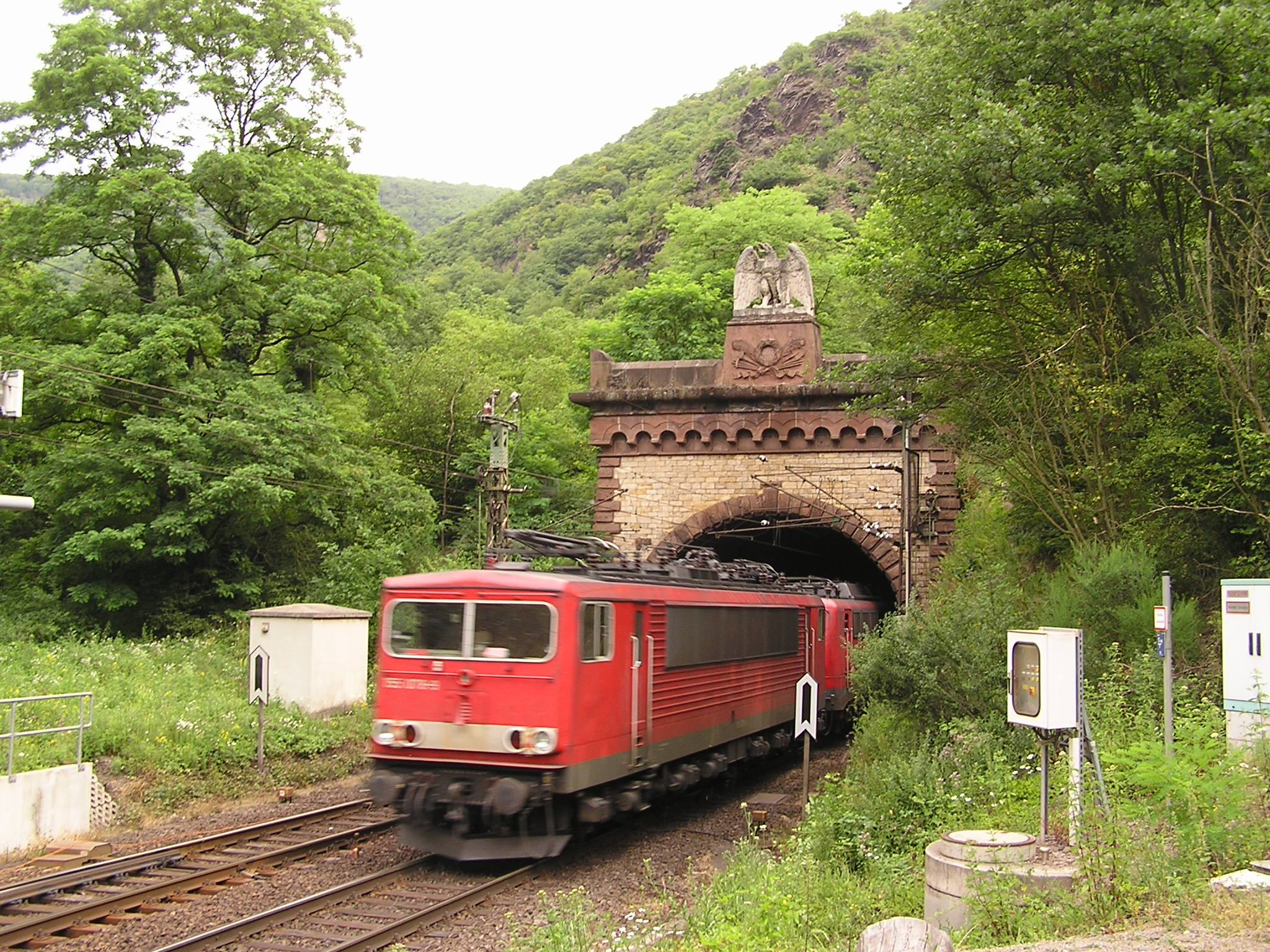
Tunnelportal bei Eller
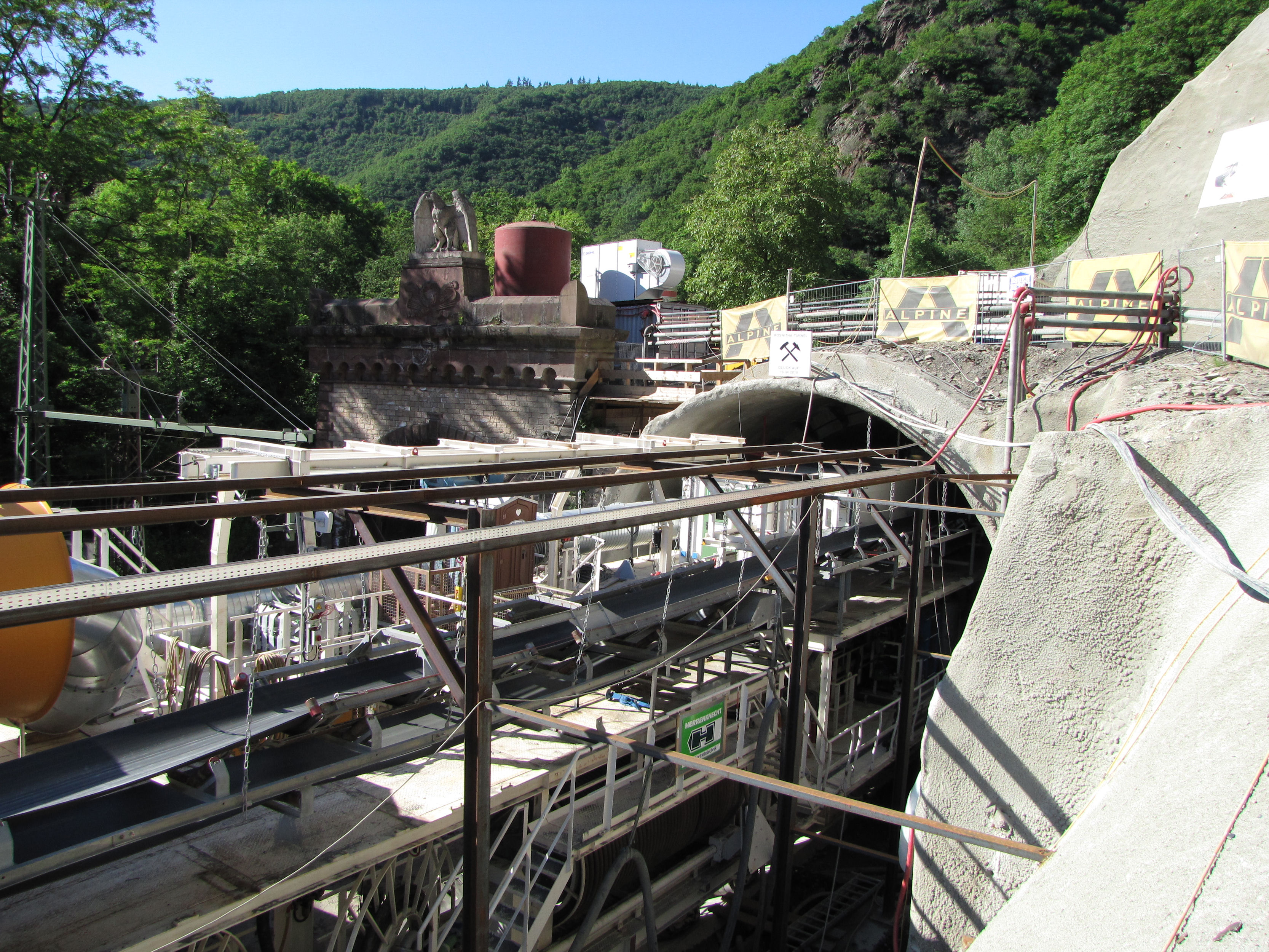
Kaiser-Wilhelm-Tunnel  bei Eller, Bau der zweiten Tunnelröhre 06-2010
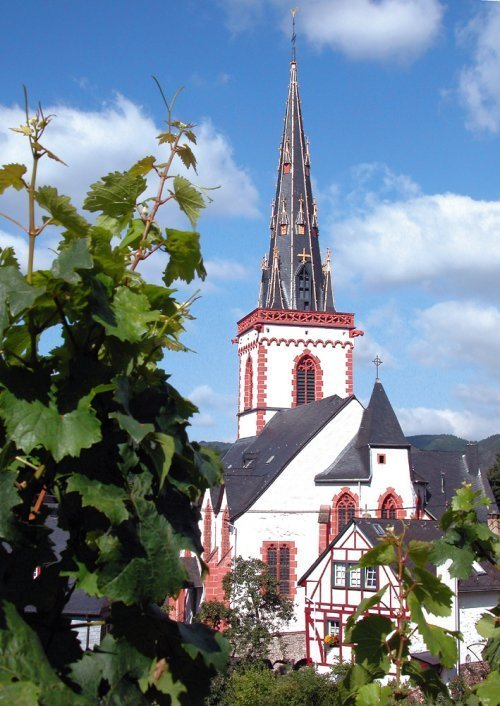
Pfarrkirche St. Martin in Ediger
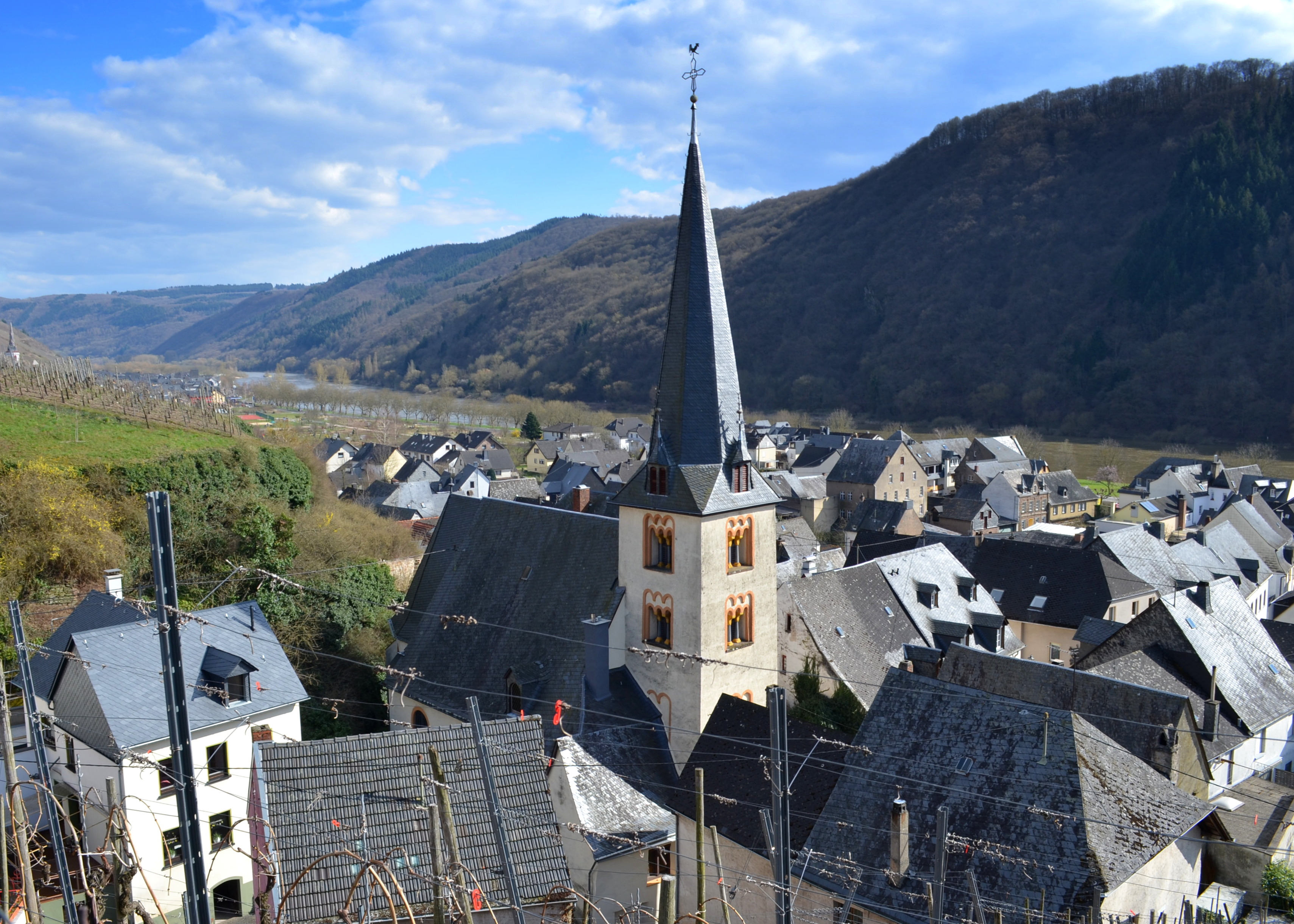
St. Hilarius in Eller
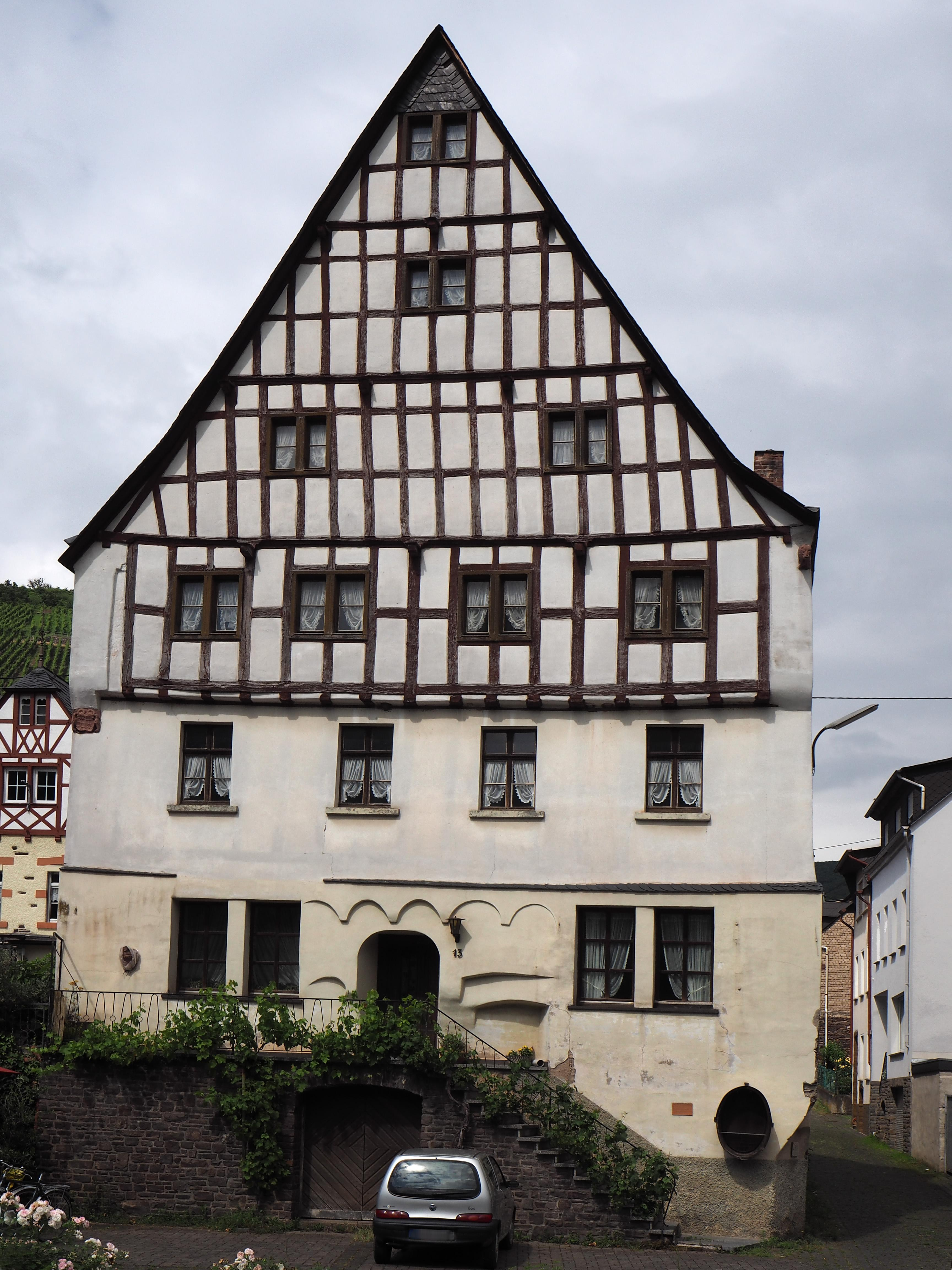
Ehem. kurfürstliches Amtshaus in Ediger
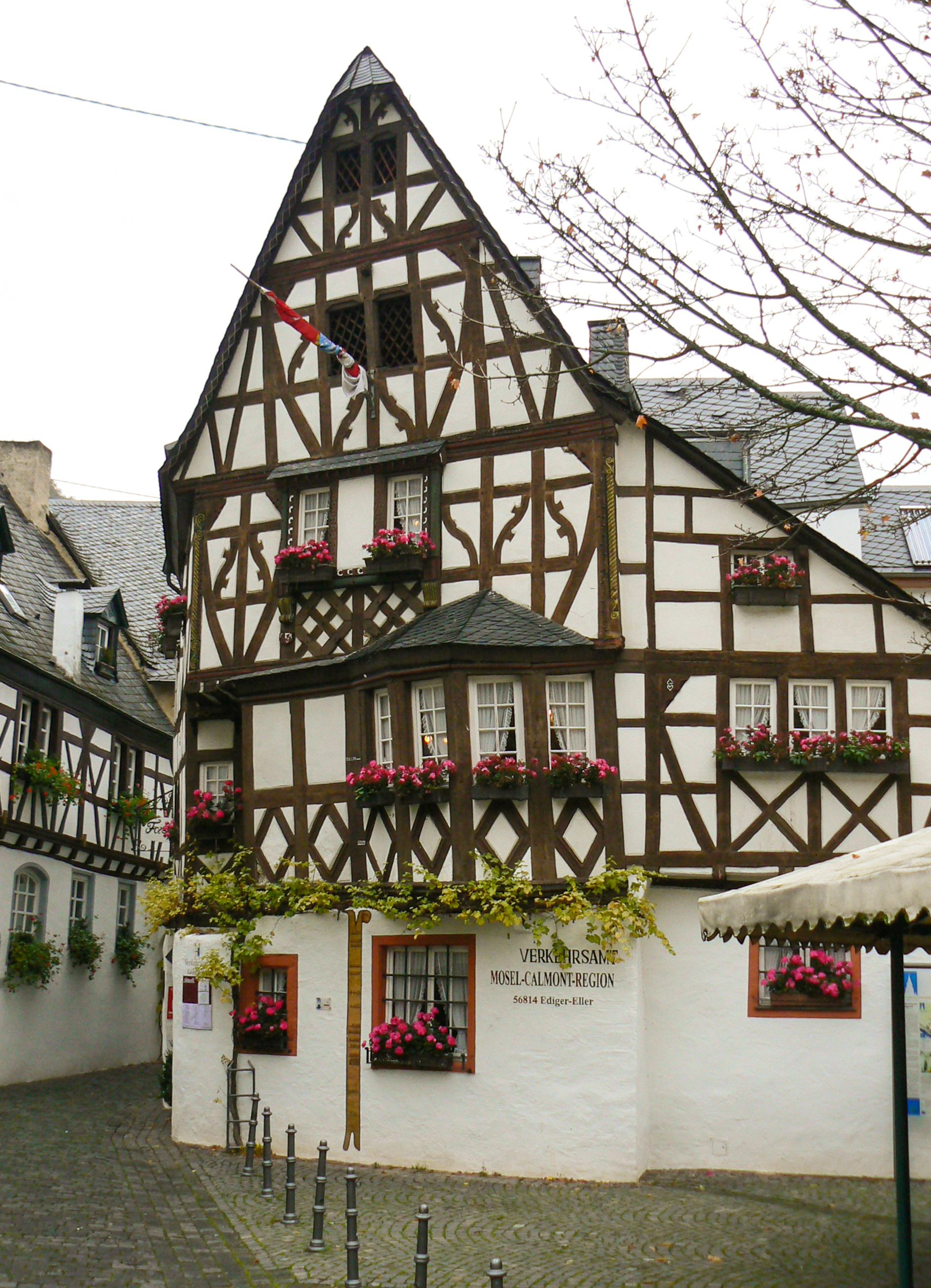
Verkehrsamt in Ediger
Fachwerkhäuser in Ediger

## Wirtschaft und Infrastruktur
Bedeutendste Wirtschaftszweige sind Weinbau und Tourismus. In den Weinbergen wird schwerpunktmäßig Riesling angebaut. Es steht eine Fläche von rund 22 ha für den Weinbau zur Verfügung, was allerdings aufgrund der Steigung sehr viel Handarbeit und Muskelkraft erfordert (→ Steillagenweinbau). Nachdem der Weinbau im Calmontmassiv aus Rentabilitätsgründen jahrzehntelang zurückging, sind seit 2005 wieder einige Winzer bereit, ihre Flächen neu zu bestocken. Zu den örtlichen Einzellagen gehören Ediger Elzhofberg, Ediger Osterlämmchen, Ellerer Calmont, Ellerer Höll und Ellerer Pfirsichgarten.
Der Ort ist Etappenziel des Moselsteigs.

### Verkehr
Am Bahnhof Ediger-Eller halten stündlich Regionalzüge der Linie RB 81 auf der Moselstrecke Koblenz–Trier.

## Persönlichkeiten

### Söhne und Töchter der Gemeinde
- Nikolaus Moir (* um 1450; † nach 1518), Zisterzienser-Mönch und Prior in Linz am Rhein
- Matthias Morsch (* Ende 15. Jahrhundert–1558), Zisterzienser und Abt im Kloster Himmerod
- Martin Feiden (* um 1600 in Ediger; † 27. September 1675 in Trier), Abt der Benediktinerabtei St. Matthias in Trier
- Hubert Joseph Pauly (* 24. August 1781 in Eller; † 8. März 1854 in Cochem), Kaufmann und Abgeordneter
- Eduard David (* 11. Juni 1863 in Ediger; † 24. Dezember 1930 in Berlin), Politiker (SPD), MdR, MdL (Hessen), Reichsinnenminister
- Friedrich Franzen (1893–1974), Pallottiner, Exerzitienmeister und Heimatschriftsteller, seit 1973 Ehrenbürger von Ediger
- Heinz Balthes (* 1937 in Ediger/Mosel), Bühnenbildner
- Manfred Probst (* 13. Dezember 1939 in Ediger), katholischer Theologe
- Detlef Becker (* 21. März 1963 in Ediger; † 16. Oktober 1982 in Koblenz), Bankkaufmann, Opfer einer Geiselnahme